# Antocha alpigena
Antocha alpigena är en tvåvingeart som först beskrevs av Josef Mik 1883.  Antocha alpigena ingår i släktet Antocha och familjen småharkrankar. Inga underarter finns listade i Catalogue of Life.